# Complesso di Santa Maria di Betlemme
Il complesso di Santa Maria di Betlemme è un complesso conventuale ubicato in salita Betlemme a Napoli.

## Storia e descrizione
Il complesso venne costruito nel XVII secolo su una preesistente villa di Carlo Tappia eretta agli inizi del secolo.
La struttura religiosa venne aperta nel 1653, adattando lentamente la villa a funzione di convento.
Il convento, racchiuso tra quattro strade, presentava esternamente un ordine gigante sulla facciata meridionale, dove si apriva anche un fastoso portale in piperno; secondo alcune planimetrie del XIX secolo vi erano anche due cortili posti a quote diverse, con il cortile principale posto tra il giardino a monte e un chiostro a dieci arcate, ancora in piperno, a valle. Queste ultime oggi risultano murate; qui si aprivano i dormitori con finestre inquadrate da cornici in stucco della prima metà del XVIII secolo progettate da Luca Vecchione. Anche le facciate interne erano caratterizzate dalla ripresa dello stesso ordine gigante della facciata.
La chiesa fu eretta su progetto dell'architetto Dionisio Lazzari e completata, dopo la sua morte, da Arcangelo Guglielmelli, che riparò la fabbrica dal terremoto del 1688; nel 1870 l'edificio venne manomesso e il suo aspetto originario oggi è riconoscibile solo attraverso la pianta del Duca di Noja e mediante pianta dello Schiavoni, risalente attorno al 1870.
La pianta originaria del complesso era a croce greca, inscritta in un quadrato, con due altari, posti agli estremi dell'asse trasversale, inquadrati da un arco in modo da formare una serliana, con i coretti situati al di sopra degli architravi dei vani d'angolo.
Il presbiterio è caratterizzato dall'altare maggiore affiancato da portelle e da una cona marmorea, progettata nel 1742 da Mario Gioffredo e realizzata dal marmoraro Antonio Di Lucca, che ospita il quadro della titolare di Francesco De Mura. Nel XIX secolo due ambienti di servizio, tra cui la sacrestia, vennero trasformati in cappelle mutando la centralità della chiesa in un impianto longitudinale a tre navate a causa di sottarchi in calcestruzzo aggiunti successivamente per consolidare le aperture d'angolo.
Gli altari laterali risalgono all'intervento del Vecchione (XVIII secolo); l'altare maggiore è seicentesco e fu progettato da Dionisio Lazzari e parziale esecuzione di Pietro Ghetti, mentre le portelle sono databili a un momento successivo; il pavimento maiolicato risale all'intervento del Gioffredo.
Tra il XIX ed il XX secolo il complesso venne restaurato e, oltre alla creazione di sottarchi e cappelle, fu dotato di un affresco contemporaneo raffigurante un coro ed inoltre furono realizzati ex novo i marmi di una delle cappelle.
Molto semplice è il prospetto barocco, caratterizzato da un doppio ordine di registri caratterizzati da una grande finestra e da un portale in piperno; la facciata termina con un fastigio corrispondente all'estradosso della volta.
Il convento fu soppresso nel periodo francese e in quello post-unitario; al periodo della speculazione edilizia degli anni cinquanta risale il cosiddetto palazzo dei veterani, un enorme edificio condominiale sorto all'interno del cortile del complesso, il cui abbattimento, stabilito sin dai tempi della giunta comunale Valenzi, tuttavia non è stato mai eseguito.